# عبد اللطيف سالم
هو أحد الرواد الإعلاميين في ليبيا ومن أصحاب الكلمة ورواد الحرف، ولد في بنغازي سنة 1944 بمنطقة البركة.
في 1958م دخل إلى الإذاعة من خلال برامج الأطفال. عام 1963م اختير ليمثل ضمن حلقات البرنامج المعروف (مرشد اجتماعي)، يبث في الإذاعة الليبية المسموعة والاختيار كان من قبل الفنان الليبي محمد السوكني. بعد أن أمضى عدة أشهر بمكتب التحرير الإذاعي والأخبار انتقل إلى قسم المذيعين عام 1964. وفي عام 1967 شارك في المظاهرات بعد نكسة يونيو وشارك في حرق السفارة الأمريكية. بنفس العام دخل كلية البوليس الحربي. في عام 1968م حاول مع مجموعة من رفاقه السفر إلى فلسطين للجهاد فقبض عليهم بمدينة المرج وتم طردهم من الكلية في عام 1970 تحصل على دبلوم معهد المعلمين ورأى أن مهنة المذيع لا تقل أهمية عن مهنة التدريس فكان أحد مؤسسي إذاعة صوت الوطن العربي (إذاعة صوت أفريقيا فيما بعد).
في عام 1971م كلف بتدريب مذيعي القناة التاسعة بمدينة سبها وفي عام 1972 أصبح رئيساً لقسم المذيعين بإذاعة الثورة الشعبية. كان رئيساً لوحدة المراقبة المسموعة ووحدة الإنتاج المسموع. في عام 1974 تزوج من المذيعة الليبية نعيمة إشلاك. وفي نفس العام كلف برئاسة قسم المذيعين بإذاعة صوت الوطن. ترأس الوفد الإعلامي الليبي إلى لبنان عام 1975. انتدب للعمل بإذاعة صوت الصداقة الليبية المالطية عام 1976م بمالطا. من عام 1973 إلى عام 1980 كان رئيس الوفد الإعلامي ضمن وفد بعثة الحج. في عام 1984 كلف بالعمل بصوت ألمانيا وكانت هناك ظروف منعته من الذهاب.
في عام 1986 عمل بإذاعة إيطاليا بالقسم العربي. عام 1988 كلف مديراً لأخبار الشؤون السياسية بإذاعات الجماهيرية المرئية – المسموعة. في عام 1994 أصبح مديراً للبرامج في إذاعة الجماهيرية. كلف مرة ثانية في عام 1994 للعمل بإذاعة صوت ألمانيا ولكن الظروف منعته مرة أخرى. في عام 2001 كلف مديراً للأخبار وشؤون السياسية بإذاعة الجماهيرية (فرع سرت).في عام 2003 أصبح مديراً لإدارة الأخبار والشؤون السياسية (إدارة البرامج – قسم المذيعين – قسم التحرير الإخباري – قسم المراقبة المسموعة) بإذاعة بنغازي المحلية.

## برامجه الإذاعية
البرامج الدينية: نفحه من طيب، قبس من الإيمان، آيات المؤمنين، من قصص القرآن، أحداث وبيانات، أزهار مضيئة، دروب بيضاء، برنامج الإفطار في رمضان، سبحات العيد.
البرامج الثقافية: حروف الشهر، أنغام الليل، بكم ومعكم، خواطر ألوان، صباح الخير، أطيب الأوقات، منتدى العرب، مساء الخير بنغازي، لحظات عابرة، قطوف، مسابقة عن من نتحدث، صباح الخير بنغازي، رفاقة عمر، السياحة في ليبيا، من أجل البقاء (شريط وثائقي).
البرامج السياسية: كان له سلسلة من البرامج في كافة المناسبات الوطنية والقومية كان من أبرز من يقرأ النشرات الإخبارية بالمرئية والمسموعة والتقارير السياسية على الهواء مباشرة وكذلك نقل الاحتفالات الدينية بالإضافة إلى صلاة الجمعة وصلاة القيام.وكانت له مقالات في جل الصحف المحلية نذكر منها أقباس وأنفاس، وومضات من نور، كلمات مضيئة.
اِشتهر بكرهه الشديد لنظام القذافي وكان ذلك سبباً في منعه من السفر وتمثيل البلاد في أكثر من مناسبة.

## وفاته
توفي يوم 10 سبتمبر 2004 إثر أزمة قلبية مفاجئة.